# 15335 Satoyukie
15335 Satoyukie este o planetă minoră (asteroid), cu un diametru de 3,604 km, din centura de asteroizi. A fost descoperită pe 23 octombrie 1993 la Oizumi⁠(d) de Takao Kobayashi. 
Obiectul prezintă o orbită caracterizată de o semiaxă mare de 2,6768659 UAi, o excentricitate de 0,24, o înclinație de 13,60378 ° în raport cu ecliptica.